# Distrito de Quilcas
El distrito de Quilcas es uno de los veintiocho que conforman la Provincia de Huancayo, ubicada en el Departamento de Junín, bajo la administración del Gobierno Regional de Junín, Perú.
Desde el punto de vista jerárquico de la Iglesia católica forma parte de la Arquidiócesis de Huancayo.

## Historia
Fue creado por Ley 11846 del 27 de mayo de 1952, en el gobierno del Presidente Manuel A. Odría.

## Geografía
Abarca una superficie de 167,98 km².

## Población
El Distrito de Quilcas, según estadísticas de los Censos Nacionales XI de población y VI de Vivienda del año    2007, está compuesto, por el 52.78% de mujeres y 47.22% de hombres. Estas cifras nos muestran, que la población en su mayoría son mujeres. 

### Población en el 2007
- Sexo	       Población     %
  - Mujer	2 119	52,78 %
  - Hombre	1 896	47,22 %
  - Total	4 015	100,00 %

Fuente: Censos Nacionales XI de Población y VI de Vivienda INEI – 2007.
POBLACIÓN URBANA Y RURAL DE QUILCAS.
La población del Distrito de Quilcas, según cifras del Censo 2007 un 64,11% de la población se encuentra en el área urbana (2 574 habitantes) y un 35.89% en el área rural (1 441 habitantes). Las mujeres se encuentran más en el área urbana en un 52,68% (1 322 habitantes) en comparación al área rural en 47,22% (1 896 habitantes). 
POBLACIÓN URBANA Y RURAL
AREA	POBLACION	%
URBANA	  2 574	     64,11 %
RURAL	  1 441	     35,89 %
TOTAL	  4 015	    100,00 %
Fuente: Censos Nacionales XI de Población y VI de Vivienda INEI – 2007.
POBLACIÓN SEGÚN SEXO POR GRUPOS ETARIOS
El distrito de Quilcas, de acuerdo a datos y cifras del censo 2007, según sexo y edad; el 47 % de la población está compuesta por personas menores de 19 años (1 876 personas), siendo hombres la mayor proporción frente a mujeres que presenta una menor proporción; y el 53 % restante está conformada por personas mayores de 20 años.

## Capital
Su capital es el poblado de Quilcas.

## Autoridades
- 2019 - 2022[3]
  - Alcalde: Lino Rivera Contreras, de Junín Sostenible con su Gente.
  - Regidores:

  1. Juan Rodríguez Gago (Junín Sostenible con su Gente)
  2. Jossmell Gabriel Huayta Cuba (Junín Sostenible con su Gente)
  3. Elisbán Ponce Loroña (Junín Sostenible con su Gente)
  4. Célida Edith Inga Rodríguez (Junín Sostenible con su Gente)
  5. Pepe Lucio Rodríguez Suazo (Acción Popular)

Alcaldes anteriores
- 2015-2018:[4] Dennys Mercurio Cuba Rivera, Partido Humanista Peruano (PHP).
- 2011-2014:[5] Manuel Rodríguez Huamán, Movimiento político regional Perú Libre (PL).
- 2007-2010: Idial Tiza Meza.

### Policiales
- Comisaría 
  - puesto de auxilio rapido

## Educación

### Instituciones educativas
30234 Roberto Quispe Pomalaza 
30235 Virgen de Fatima 
Colegio 27 de Mayo

## Festividades
El pueblo de Quilcas es fundado bajo la advocación de la Santísima Cruz de Cristo, por ello su fiesta Religiosa Patronal Costumbrista se realiza el día 3 de mayo.
La fiesta más pomposa es el día 23 de agosto en devoción a San Roque, el cual generalmente es confundida como su fiesta patronal, lo cual no es cierto como se aclara en las primeras líneas.
Adicionalmente existen otras fiestas menores durante todo el año, en las que se expresan todas las artes folklóricas del distrito, así tenemos:
- (FEBRERO Y MARZO) Fiesta de carnavales  en los barrios de 27 de Mayo y Pampa.
- (3 de MAYO) Fiesta Patronal a la Santísima Cruz de Quilcas.
- (MARZO) Fiesta de San José (patrón de los casados).
- (7 al 9 de JULIO) Fiesta  Costumbrista a la octava de San Pedro.
- (22 al 27 AGOSTO) Fiesta Costumbrista a la octava de San Roque.
- (NOVIEMBRE) Fiesta de Santa Cecilia (patrona de los músicos).

También la festividad de Semana Santa, que por su colorido y costumbres tradicionales de manifestación de fe religiosa no tiene comparación con ningún otro lugar del Valle del Mantaro.

## Atractivos turísticos
Este distrito cuenta también con atractivos turísticos como: Restos arqueológicos de la cultura Huanca, los mismos que se manifiestan en las ruinas de Patac y Chuctolama (Cocawasi)y hermosos parajes para disfrutar de la belleza y la tranquilidad del campo que sirven a los visitantes para poder liberarse de los males de nuestros tiempos ocasionados por las tensiones y la sobrecarga laboral. (estrés, etc.)